# غرانت كولبيرن
غرانت كولبيرن (بالإنجليزية: Grant Colburn)‏ هو ملحن أمريكي، ولد في 1966.

## روابط خارجية
- غرانت كولبيرن على موقع IMDb (الإنجليزية)